# Crataegus latebrosa
Crataegus latebrosa es una especie de planta del género Crataegus, perteneciente a la familia Rosaceae.

## Taxonomía
Crataegus latebrosa fue descrita por Charles Sprague Sargent en 1911.

## Distribución
Se encuentra en el territorio de Arkansas y Misuri.